# Rigny-Saint-Martin
Rigny-Saint-Martin är en kommun i departementet Meuse i regionen Grand Est (tidigare regionen Lorraine) i nordöstra Frankrike. Kommunen ligger i kantonen Vaucouleurs som tillhör arrondissementet Commercy. År 2022 hade Rigny-Saint-Martin 50 invånare.

## Befolkningsutveckling
Antalet invånare i kommunen Rigny-Saint-Martin
| Referens: INSEE |